# 西三环中路 (北京)
39°54′10″N 116°18′15″E / 39.9027°N 116.3043°E
西三环中路是一条位于北京市海淀区的道路，南北走向。该路南起与京港澳高速公路相交的六里桥，与西三环南路相连，北至与阜成路相交的航天桥，与西三环北路相连。全长3000米。始建于1981年，1994年扩建。